# Alan Edward Mouchawar
Alan Edward Mouchawar (ur. 8 sierpnia 1960 w Los Angeles) – amerykański piłkarz wodny, zdobywca srebrnego medalu na Igrzyskach Olimpijskich w Seulu.